# Filzmoosbach (Erlauf)
Der Filzmoosbach ist ein linker Zubringer zur Erlauf in Gaming in Niederösterreich.
Der Filzmoosbach entspringt südlich von Filzmoos zwischen dem Schwarzenberg (1049 m ü. A.) und der Gföhler Almspitze (1110 m ü. A.) und fließt vom Gföhlsattel (939 m ü. A.) zunächst nach Osten und danach in Richtung Norden durch den Heindlgraben ab, wo er sich bei Filzmoos wieder nach Osten wendet. Von rechts mündet hier der Käfergraben ein, der östlich der Gföhler Almspitze entspringt und kurz danach fließt der Filzmoosbach an Urmannsau vorüber und mündet von links in die Erlauf. Sein Einzugsgebiet umfasst 4,2 km² in weitgehend bewaldeter Landschaft.